# 瓦尔米亚

粉色地區是瓦爾米亞

瓦尔米亚（波蘭語：Warmia，厄姆蘭）是波兰北部历史地区，面积约4500平方公里，原首府为弗龙堡、利兹巴克，最大城市为奥尔什丁，现为瓦爾米亞-馬祖里省的核心地区，历史上与天主教瓦尔米亚采邑主教区有密切关系。